# Hortunas
Hortunas és una pedania del municipi valencià de Requena (Plana d'Utiel). El 2009 tenia 42 habitants.
Situada a la serra de Martés, a la vora dreta del riu Magre en el punt on desemboca la rambla de la Higuera. es troba a uns 16 quilòmetres de Requena, en la carretera CV-429 que uneix el llogaret de la Portera (a la vora de la N-330) amb Iàtova (Foia de Bunyol).
En mapes antics encara es fa la distinció entre Hortunas de Arriba i Hortunas de Abajo, però aquesta distinció manca de sentit avui dia, ja que Hortunas de Abajo són avui dia només 4 cases en estat de ruïna enclavades en una finca particular.
Les festes d'Hortunas se celebren el 28 de gener en honor del patró Sant Julià, i el 15 de maig en honor del també patro Sant Isidre.
És el lloc de naixement de Fermín Pardo.